# Houston Comets 2008
La stagione 2008 delle Houston Comets fu la 12ª e ultima nella WNBA per la franchigia.
Le Houston Comets arrivarono quinte nella Western Conference con un record di 17-17, non qualificandosi per i play-off.

## Roster
| N° | Naz.                    | Ruolo | Sportivo        | Anno | Alt. | Peso |
| -- | ----------------------- | ----- | --------------- | ---- | ---- | ---- |
| 00 | Stati Uniti (bandiera)  | A     | Latasha Byears  | 1973 | 180  | 93   |
| 1  | Stati Uniti (bandiera)  | G     | Matee Ajavon    | 1986 | 178  | 73   |
| 2  | Stati Uniti (bandiera)  | C     | Michelle Snow   | 1980 | 196  | 76   |
| 3  | Stati Uniti (bandiera)  | G     | Ashley Shields  | 1985 | 178  | 70   |
| 4  | RD del Congo (bandiera) | G     | Mwadi Mabika    | 1976 | 180  | 75   |
| 5  | Stati Uniti (bandiera)  | G     | Erica White     | 1986 | 160  | 61   |
| 7  | Stati Uniti (bandiera)  | A     | Tina Thompson   | 1975 | 188  | 81   |
| 8  | Stati Uniti (bandiera)  | A     | Mistie Bass     | 1983 | 191  | 93   |
| 15 | Stati Uniti (bandiera)  | G     | Roneeka Hodges  | 1982 | 180  | 75   |
| 17 | Stati Uniti (bandiera)  | GA    | Sequoia Holmes  | 1986 | 185  | 70   |
| 20 | Stati Uniti (bandiera)  | G     | Tamecka Dixon   | 1975 | 175  | 67   |
| 21 | Spagna (bandiera)       | A     | Sancho Lyttle   | 1983 | 193  | 79   |
| 41 | Stati Uniti (bandiera)  | G     | Shannon Johnson | 1974 | 170  | 69   |
| 45 | Stati Uniti (bandiera)  | C     | Marcedes Walker | 1986 | 191  | 115  |
| 99 | Mali (bandiera)         | G     | Hamchétou Maïga | 1978 | 185  | 73   |

## Staff tecnico
Allenatore: Karleen Thompson

Vice-allenatori: Laurie Byrd, Ryan Weisenberg

Preparatore atletico: Courtney Watson

Preparatore fisico: Virgil Campbell